# Björn Westerberg
Björn Westerberg (* 10. Februar 1945; † 15. April 2014 in Sundbyberg) war ein schwedischer Fußballtrainer. Mit IFK Göteborg holte er zweimal den schwedischen Meistertitel.

## Werdegang
Westerberg übernahm 1979 das Traineramt bei Åtvidabergs FF in der Allsvenskan. Mit der Mannschaft des zweimaligen Meisters um Spieler wie Glenn Martindahl, Conny Torstensson, Stephan Kullberg und Thomas Wernerson platzierte er sich regelmäßig im hinteren Mittelfeld, ehe er von Bo-Leine Larsson beerbt wurde. Vor der Spielzeit 1983 heuerte er assistiert von Kjell Pettersson als Nachfolger von Sven-Göran Eriksson und Gunder Bengtsson beim IFK Göteborg an, die den Klub zu nationalen und internationalen Titeln geführt hatten. Zwar verzeichnete der Klub nach dem Erfolg im UEFA-Pokal 1981/82 mit Glenn Strömberg und Dan Corneliusson den Abgang von Leistungsträgern, mit den Neuzugängen Stephan Kullberg, Roland Nilsson und Steve Gardner verteidigte der Klub als Tabellendritter der regulären Spielzeit durch Endspielerfolge gegen Östers IF den Meistertitel. In der anschließenden Spielzeit dominierte der Klub die Spielzeit und zog erneut ins Meisterschaftsendspiel ein. Gegner IFK Norrköping wurde in zwei Spielen mit einem 5:1- und einem 2:0-Erfolg deutlich besiegt.
Auf eigenen Wunsch beendete Westerberg nach zwei Jahren sein Engagement bei IFK Göteborg und wurde durch seinen Vorgänger Gunder Bengtsson beerbt. Er ging zum Zweitligisten Djurgårdens IF, der in den Vorjahren unter Hans Backe als Tabellendritter respektive -zweiter den Wiederaufstieg in die Allsvenskan verpasst hatte. Die Mannschaft um Stefan Rehn, Ulf Lundberg und Teddy Sheringham, der vom FC Millwall nach Schweden verliehen war, holte sich unter seiner Leitung den Sieg ihrer Staffel. In den Aufstiegsspielen traf die Mannschaft auf den Göteborger Klub GAIS. Nachdem sowohl Hin- als auch Rückspiel torlos endeten, musste das Elfmeterschießen entscheiden. In einem dramatischen Elfmeterduell setzte sich der Klub aus Stockholm durch. In der Erstliga-Spielzeit 1986 rutschte der Klub nach einem guten Saisonstart in den Abstiegsbereich und musste als Tabellenletzter zum Saisonende absteigen, woraufhin Tommy Söderberg das Traineramt übernahm.
Westerberg war später in der Jugendarbeit des Svenska Fotbollförbundet tätig.